# シナノ企画
株式会社シナノ企画（シナノきかく）は、東京都新宿区左門町に所在する制作プロダクション会社。創価学会の関連企業であり、映画やDVDソフトなどの企画・制作・販売を手掛けている。

## 概要
創価学会広報局を起源とし、株式会社民音プロダクションを経て現社名となる。
池田大作による小説『人間革命』のアニメ制作など、創価学会員向けビデオ・DVDソフトの企画製作や販売が主であるが、一般映画の製作（出資）なども行っている。なお、販売したVHSビデオソフトには、海賊版防止のために自社開発したコピーガード（後述）が導入されている。
過去には、大阪府大阪市天王寺区上本町にて、喫茶店『和カフェ「しなの」』を経営していたことがあった。

## これまで関与した一般映画作品
- 人間革命
- 続・人間革命
- 砂の器
- 八甲田山
- 聖職の碑
- 動乱
- かあちゃん
- バルトの楽園

## 主な自主製作作品

### 実写
- あしたの太陽
- 窓ごしのキャッチボール
- 勇気の3000キロ
- ゴールからの出発
- 夾竹桃の夏
- 友達
- いのち輝いて
- 私、負けない!
- すばらしきわが人生
- チャレンジロード
- Future～無限の未来へ～
- 楽しく学ぶ信心の基本

### アニメ
- 少年とさくら
- お月さまと王女
- 青い海と少年
- 雪国の王子さま
- シカとカンタ
- 太平洋にかける虹
- ヒロシマへの旅
- 翔べ!ペガサス 心のゴールにシュート
- フィールドにそよぐ風
- 二人の王子さま
- ぼくたちのピースリバー
- ヒマラヤの光の王国
- サンゴの海と王子
- 大草原と白馬
- さばくの国の王女さま
- さばくの宝の城
- アレクサンドロスの決断
- 花と少年
- あの山に登ろうよ
- 輝け!友情のVサイン
- 流れ星のおくりもの
- 革命の若き空
- 人間革命
- 三国志シリーズ
  - 第一部・英雄たちの夜明け
  - 第二部・長江燃ゆ!
  - 完結編・遥かなる大地

## その他
- 1980年代に「シナノコピーガードシステム（シナノ企画方式）」という独自のVCTコピーガードを開発し、日本およびアメリカ合衆国の特許を取得した。さらに、その後に改良を加えた新システム（新シナノ企画方式）は、除去のしにくさなどが評価され、他社のビデオでも導入されていることがある。
- 製作されたアニメは、地方局やCSなどで放送されることがある。